# Анжелика Агурбаш
Анжели́ка Анато́льевна Агурба́ш  (на руски: Анжелика Анатольевна Агурбаш; на беларуски: Анжаліка Агурбаш) е популярна беларуска и руска певица, актриса, модел и телевизионна водеща (в миналото една от най-известните беларуски певици). Анжелика има висше образование по актьорско и продуцентско майсторство. Има два брака и три деца – дъщеря Дария и двама сина – Никита и Анастас.
С името Анжелика Агурбаш са свързани над 300 песни, множество филми и видеоклипове.

## Биография
Анжелика Агурбаш е родена на 17 май 1970 година в Минск (Беларус), в обикновено семейство, което по нейните думи „няма нищо общо с изкуството“. Въпреки това тя от малка знае, че нейният живот неизменно ще е свързан със сцената. От дете участва в различни музикални и театрални групи, свири на пиано.
Късметът ѝ се усмихва през 1986 година, когато тя все още е ученичка в гимназиален етап. На улицата се среща случайно с жена, която ѝ предлага да се снима в масовка на филм. Анжелика дълго мисли, но в крайна сметка решава да приеме и да опита. След като участва на първия ден на кастинг за статисти, узнава, че всъщност ѝ предлагат главната роля, така тя става главна артистка в съветския филм „Экзамен на директора“ („Изпит за директора“). След успеха ѝ в тази роля започва и кариерата на тогава никому неизвестната Лика Ялинская, чието име скоро ще бъде известно в цял Беларус и след това и извън пределите на страната. Анжелика твори под творческия псевдоним Лика Ялинская повече от десетилетие. Лика е съкратено от Анжелика, а Ялинская е нейната бащина фамилия.
След този пръв успех Анжелика участва в още два филма „Мудромер“ (1988) и „О ней, но без нее“ („За нея, но без нея“, 1993). Междувременно става и студентка в Беларуската академия на изкуствата в столицата Минск. Още като студентка в първи курс тя се влюбва и омъжва за начинаещия тогава актьор Игор Линьов, от когото ражда и дъщеря си Дария, която е също е певица. Анжелика става майка едва осемнадесетгодишна, но това в никакъв случай не ѝ пречи да се развива творчески.
Същата 1988 година тя печели и първия в историята на Беларус конкурс за красота и така става първата „Мис Беларус“. След този успех името Лика Ялинская вече е известно в цялата страна. Именно след този успех кариерата на Анжелика тръгва стремително нагоре.
През 1990 година тя получава предложение да стане солистка на популярния в Съветския съюз и бившия Източен блок ансамбъл „Верасы“ („Вераси“). Тя с охота се съгласява и така поставя началото на своята певческа кариера. Анжелика е солистка на „Вераси“ в периода 1990 – 1995 година. Междувременно създава и своя артклуб „Лика“ и школата си за красота. Става и известна извън пределите на родината си благодарение на сингъла си „Нет, эти слёзы не мои...“ („Не, това не са мои сълзи...“). Песента прозвучава в известния филм „Роман в русском стиле“ („Роман в руски стил“).
Междувременно през 1991 година печели своята втора титла „Мис Фото СССР“, ставайки най-добрият фото модел в страната. Изложби с нейни фотосесии обикалят целия Източен блок, но и извън пределите му, стигайки до Италия и Франция.
След като през 1995 година напуска „Вераси“, Анжелика става преуспяваща соло певица. Издава три албума – „Бумажная луна“ ("Хартиена Луна“, 1995), „Ночь без сна“ ("Нощ без сън“, 1997) и „Для тебя“ („За теб“, 1999 година). Води и собствено предаване за култура и изкуство по Беларуската национална телевизия „Завтрак с Ликой“ („Закуска с Лика“).
През 1997 година тя ражда и първия си син – Никита.
Големи промени в личния и професионалния живот на Анжелика настъпват след срещата и сватбата ѝ с руския милионер с гръцки произход Николай Агурбаш. През 2001 година, след като дълго време бива ухажвана, певицата встъпва в законен граждански и църковен брак с него. Това налага и нейното преместване в Москва, Русия. Така тя трябва да се доказва отново. Макар че е небезизвестна в Русия, тя не е сред най-популярните ѝ съвременни артисти и не се радва на особено медийно и обществено внимание, за разлика от в родината си Беларус, където Анжелика до този момент несъмнено е най-известната певица, актриса и медийна персона. Но Анжелика не се отчайва, а напротив – мотивира се да се докаже и да стане популярна в Русия. Първоначалният ѝ успех по ирония на съдбата идва след като през 2002 година печели титлата „Мисис Русия“, ставайки най-красивата омъжена дама и майка в страната. Същата година тя издава и последния си албум под творческия псевдоним Лика Ялинская „Прощальный поцелуй“ („Прощална целувка“). След сватбата си с Николай Агурбаш, певицата взима неговата фамилия и вече става Анжелика Агурбаш – име, което по-късно ще стане известно не само в Беларус и Русия, но в Европа и по света.
През 2004 година Анжелика става майка за трети път, раждайки втория си син Анастас. В този период тече и активната ѝ популяризация в Русия.
През 2005 година нейното име вече не е само известно в цяла Русия, но и в Европа, защото Анжелика представя родината си Беларус на Евровизия в Киев (Украйна) с песента Love Me Tonight. Преди конкурса Анжелика прави турне в почти всички държави, участващи в Евровизия, с личния си самолет. На разположение са ѝ танцьори, хореографи, фотографи, лекари, масажисти, психотерапевти. Придружавана е от съпруга си и Филип Киркоров. Тя поставя своеобразен рекорд, правейки такова голямо турне преди конкурса. Хореографията към нейната песен е създадена от известната американска хореографка Мия Майкълс, която работи със световни звезди, като Мадона, Селин Дион, Глория Естефан, Рики Мартин, Том Круз, Принц и Катрин Зита Джоунс. Специално за изпълнението на Анжелика най-известният руски дизайнер Валентин Юдашкин създава един шедьовър – трансформиращ се костюм от три части. Първоначално Анжелика излиза в златен плащ, под който се появява разкошна рокля в стил Екатерина Велика в кобалтово син и златен цвят със скъпоценни камъни, а под нея комбинезон, обсипан с кристали „Сваровски“ и скъпоценни камъни. Този шедьовър на висшата мода е признат за най-добрия дамски костюм в историята на Евровизия. Друго любопитно за него е, че общото му тегло е 40 килограма, което се дължи не само на размерите му, но и на факта, че е създаден от истински златни нишки и скъпоценни и полускъпоценни камъни. Въпреки солидната подготовка и факта, че всички водещи медии спрягат името ѝ като едно от най-перспективните за победа, заедно с това на Елена Папаризу, Анжелика заема тринадесето място в полуфинала. След този неочакван провал Анжелика не дава никакви конкретни изявления. Години по-късно тя дава голямо интервю, в което потвърждава и водещите предположения, а именно политически причини, заявява и гръмко, че всъщност конкурсът е и може да бъде манипулиран, дори купен.
Въпреки този неуспех, Анжелика не се отказва и през 2006 година отново подава документи за участие в Евровизия, но бива дисквалифицирана, тъй като е представила песента си Miracle на голям концерт в Швеция, преди да заяви желанието си да представи Беларус на конкурса отново, а това противоречи на правилата.
Същата година Анжелика е удостоена с една от най-големите почести за един артист. А именно – самият президент Александър Лукашенко ѝ дава званието „Заслужена артистка на Беларус“, подарявайки ѝ и участък земя в елитен мински район.
През 2006 Анжелика постига и истинския си дългоочакван успех в Русия с песента си „Я буду жить для тебя“ („Аз ще живея за теб“). Режисьор на клипа става тогава начинаещият украински режисьор Алан Бадоев, който става известен в цялото постсъветско пространство. Прочувствената песен и въздействащият клип към нея грабват сърцата на милиони слушатели и Анжелика е удостоена с престижната награда „Златен грамофон“ („Золотой граммофон“). Интересно е, че самата певица е съавтор на силния текст, в който се говори за най-силната и истинска любов – майчината.
Успехите на Анжелика продължават един след друг. През 2007 година тя издава своя сингъл „Белая Русь“, който става неофициален химн на Беларус. Едва ли има човек в нейната родина, който да не знае и да не обича тази песен. По-късно, през декември 2010 година на концерт в Минск – Арена, хиляди души стават на крака и пеят тази песен заедно с Анжелика, аплодирайки, в това число и президентът Лукашенко.
През 2007 година Анжелика започва и своето сътрудничество с известния руски продуцент и композитор Максим Фадеев. Първата песен, която Фадеев написва за нея, е „До свидания, Дима“ („Довиждане, Дима“). По-късно следват и хитовете „Нелюбимая“ („Нелбима“) и „Роза на снегу“ („Роза в снега“). За песента „Нелюбима“ Анжелика създава един от най-красивите клипове в руския шоубизнес, чийто режисьор отново е Алан Бадоев.
През 2009 година излиза и студийният албум „Любовь! Любовь? Любовь...“, чийто автор е Максим Фадеев и всички песни в него са посветени на най-великото човешко чувство – любовта. За песента „Роза в снега“ Анжелика получава и престижната руска награда „Песен на годината“.
Междувременно Анжелика пее на най-престижните концерти и фестивали в Русия, а и не само, в това число „Славянски Базар“ във Витебск, Беларус, и „Нова вълна“ в Юрмала, Латвия.

## Албуми
- „Ты не знал меня такой“ (25 септември 2012)
- „Grand Collection“ (20 април 2010)
- „Любовь!Любовь?Любовь…“ (26 февруари 2009)
- „Я буду жить для тебя“ (9.02.2007)
- „Беларусачка“ (15 юли 2005)
- „Правила любви“ (18 май 2005)
- „Лучшие песни“ (1 януари 2002)
- „Прощальный поцелуй“ (1 януари 2001)
- „Для тебя“ (1 януари 1999)
- „Ночь без сна“ (1 януари 1997)
- „Бумажная луна“ (1 януари 1995)

## Сингли
- „Я не вижу солнце за ночью“ (2015)
- „Заново рождена“ (2015)
- „Плакала, но верила“ (2015)
- „Черная вуаль“ (2014)
- „Туман“ (2012)
- „Украина“ (2010)
- „Белая Русь“ (5.02.2007)
- „Земляки“ (1.10.2006)
- „Love Me Tonight“ (5.04.2005)
- „Boys and Girls“ (1.03.2005)
- „Я, Валентинка“ (1.02.2005)
- „Новогодняя“ (1.12.2004)
- „Гимн фирмы Мортадель“ (2004)
- „Ефросинья“ (1.09.2003)
- „Николаевских стая“ (1.01.2002)

## Клипове
| Година | Песен                     | Режисьор         | Бележки              |
| ------ | ------------------------- | ---------------- | -------------------- |
| 2019   | „Мне любви твоей мало“    | Григорий Шелухин |                      |
| 2017   | „Четверг в твоей постели“ | Ирина Миронова   |                      |
| 2016   | „Было и прошло“           | Алексей Голубев  | дует с Араме         |
| 2014   | „Чёрная вуаль“            | Александр Лунев  |                      |
| 2012   | „Белый снег“              | А. Фауст         | дует с Уку Сувисте   |
| 2011   | „Река“                    | А. Бадоев        |                      |
| 2009   | „Две Тени“                | А. Игудин        | дует с Борис Моисеев |
| 2007   | „Нелюбимая“               | А. Бадоев        |                      |
| 2006   | „Я буду жить для тебя“    | А. Бадоев        |                      |
| 2006   | „Моя Мания“               | М. Осадчий       |                      |
| 2005   | „Love Me Tonight“         | А. Болтенко      |                      |
| 2005   | „Правила Любви“           | А. Бумагин       |                      |
| 2005   | „Я, Валентинка“           | В. Янковский     |                      |
| 2004   | „Новогодняя“              | В. Янковский     |                      |
| 2004   | „Я не отпущу тебя“        | Р. Родин         |                      |
| 2004   | „Я буду звать тебя“       | Р. Родин         |                      |
| 2000   | „Мир грёз“                | В. Янковский     | дует с Лев Лещенко   |
| 2000   | „Журавлик“                | С. Кальварский   |                      |
| 1997   | „Осенний марафон“         | В. Янковский     |                      |
| 1997   | „Останься“                | В. Янковский     |                      |
| 1995   | „Бумажная Луна“           | В. Янковский     |                      |

## Награди и звания
Заслужена артистка на Република Беларус (2006)
Народна артистка на Република Беларус (2016)
Музикални награди:
- Златен Грамофон (2007)
- Песен на годината (2009, 2010)

Лауреатка на музикални фестивали:
- Славянский Базар
- Золотой шлягер
- На перекрёстках Европы

Титли:
- „Мисс Белоруссия“ (1988)
- „Мисс фото СССР“ (1991)
- „Миссис Россия“ (2002)

## Филми
- 2015 – „Нити любви“ – певицата Анастасия Сливкина
- 2013 – „Сила Веры“ – Жанна
- 2006 – 2007 – „Проклятый рай“ – Белла
- 1993 – „О ней, но без нее“
- 1988 – „Мудромер“
- 1987 – „Экзамен на директора“